# Bracewell and Brogden

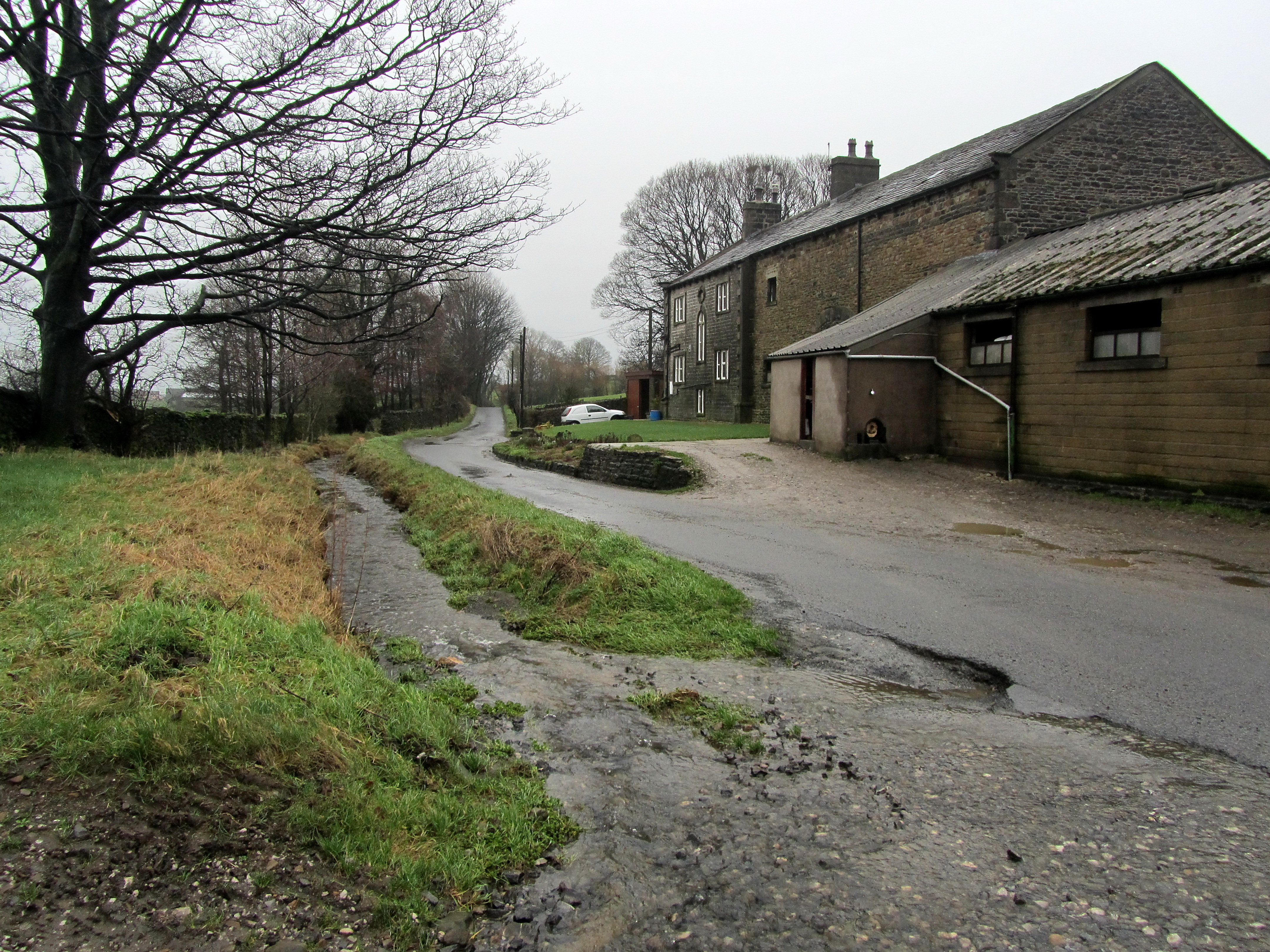
Brogden

Bracewell and Brogden var en civil parish från 1987 till 1 april 2023 då den blev en del av Barnoldswick, i distriktet Pendle, i Storbritannien. Den ligger i grevskapet Lancashire och riksdelen England, i den centrala delen av landet, 300 km nordväst om huvudstaden London. Civil parish hade 257 invånare år 2021.